# 西溪门派
西溪门派，是缅甸佛教的一个派别。根据1990年《僧伽组织法》，它是该国九个受法律认可的僧团之一。该派别自大门派分裂而来。